# 科达里
科达里（Kodari），是位于尼泊尔與中国西藏自治区边境上的村子，隶属于巴格马蒂省辛杜帕尔乔克县的塔托帕尼乡。边境对面是西藏自治区日喀则市聂拉木县樟木镇的樟木居委会。

## 历史
在古代，这里是跨喜马拉雅商队路线的起点。尼瓦尔商人从科达里出发，越过库蒂山口（Kuti Pass）后向东穿越西藏高原前往拉萨。1963年至1967年间修建了全长115公里的加德满都－科达里公路。这条公路在尼泊尔被命名为阿热尼哥公路，在中国境内则延续为318国道。截至2011年，尼泊尔计划将这条公路扩建为六车道硬化路面。
2008年，中国开始修建连接拉萨和樟木（中尼边境）的铁路，这是青藏铁路（1,956公里）的延伸段。
2012年，中国与尼泊尔签署协议，将此地设为中尼六个口岸之一。
2015年4月和5月的地震导致该路线几乎完全关闭，大量山体滑坡和落石损毁了尼泊尔和西藏境内的道路。当地居民被疏散后，返回人数一直不多，贸易活动大幅减少。2016年12月，中尼官员举行会议，讨论于2017年重新开放口岸的可能性，但当时道路施工进展阻碍了计划。最终，该检查站于2019年5月29日重新开放。
由于COVID-19疫情，边境于2020年6月第二周之前再次关闭， 此后又因2020年7月9日发生的山体滑坡再次关闭，预计将持续关闭至2021年，并对错那县措湖可能决堤发出警告。